# Colombia's Next Top Model (prima edizione)
La prima edizione di Colombia's Next Top Model è andata in onda dall'8 gennaio al 1º febbraio 2013 sul canale Caracol TV, sotto la conduzione della modella colombiana Carolina Guerra, la quale ha vestito anche il ruolo di giudice delle concorrenti insieme a tre volti noti della moda nell'ambiente sudamericano: l'esperta di moda Kika Rocha, il fotografo Raúl Higuera e la modella Catalina Aristizábal. Insieme a loro era presente anche Franklin Ramos, esperto in make-up, hair-style e portamento, il quale faceva da maestro alle concorrenti affinché potessero migliorare le loro abilità e qualità durante la gara.
Il format era uguale a quello statunitense: le concorrenti, qui 15, si affrontavano di volta in volta tra servizi fotografici, sfilate, video pubblicitari, venendo poi giudicate in studio dai quattro giurati; dopo i giudizi vi era la deliberazione, al termine della quale veniva stilata una classifica. La conduttrice quindi chiamava una per una le ragazze che passavano al turno successivo, mentre le ultime due finivano al ballottaggio; qui, dopo qualche parola spesa per dare qualche consiglio o monito per il futuro, era annunciata l'ultima concorrente salva, così come l'eliminata.
Una differenza rispetto ai format di tutto il mondo è stata la collocazione degli episodi, mandati in onda giornalmente piuttosto che settimanalmente.
Inoltre, il pubblico di internet è stato assoluto protagonista nella scelta delle quattro finaliste che hanno poi concorso nella finalissima per il titolo ambito.
I premi per la vincitrice, che è stata la ventitreenne Mónica Castaño, sono stati 100.000.000 di pesos e la possibilità di essere testimonial per una famosa birra colombiana; inoltre, durante la gara, ogni concorrente aveva la possibilità di accumulare ulteriore denaro tramite le varie prove alle quali eanno sottoposte.

## Concorrenti
(L'età si riferisce al periodo di messa in onda del programma)
| Concorrente              | Età | Città di provenienza | Posizione  |
| ------------------------ | --- | -------------------- | ---------- |
| Eliana Colorado          | 24  | Medellín             | 15.        |
| Conchita Buendía         | 23  | Cúcuta               | 14.        |
| Viviana Salinas          | 24  | Bogotà               | 13.        |
| Daniela "Dani" Estrada   | 21  | Medellín             | 12.        |
| Maribel "Mary" Montaño   | 21  | Cali                 | 11.        |
| Daniela Raad             | 24  | Ocaña                | 10.        |
| Karin Kike               | 24  | Cartagena            | 9.         |
| Martha Medina            | 22  | Montería             | 8./5.      |
| Julieth Roldán           | 23  | Medellín             | 8./5.      |
| Cristina "Cristy" Garcés | 20  | Medellín             | 8./5.      |
| Carolina Arango          | 23  | Buga                 | 8./5.      |
| Liseth "Lis" Henao       | 22  | Medellín             | 4./2.      |
| Claudia Castro           | 21  | Cali                 | 4./2.      |
| Angie Ann-Bryan          | 23  | San Andrés           | 4./2.      |
| Mónica Castaño           | 23  | Palmira              | Vincitrice |

## Sommario

### Ordine di chiamata
| 1  | Daniela  | Mónica   | Mónica   | Carolina | Karin    | Martha   | Liz      | Carolina | Liz      | Mónica  |  |  |
| 2  | Martha   | Angie    | Julieth  | Karin    | Martha   | Mónica   | Claudia  | Mónica   | Claudia  | Angie   |  |  |
| 3  | Mónica   | Claudia  | Liz      | Julieth  | Cristy   | Liz      | Martha   | Claudia  | Mónica   | Claudia |  |  |
| 4  | Julieth  | Liz      | Martha   | Liz      | Carolina | Daniela  | Karin    | Martha   | Angie    | Liz     |  |  |
| 5  | Karin    | Martha   | Claudia  | Martha   | Liz      | Cristy   | Angie    | Cristy   | Carolina |         |  |  |
| 6  | Mary     | Julieth  | Angie    | Cristy   | Mónica   | Claudia  | Julieth  | Angie    | Cristy   |         |  |  |
| 7  | Dani     | Daniela  | Carolina | Daniela  | Julieth  | Angie    | Mónica   | Liz      | Julieth  |         |  |  |
| 8  | Carolina | Dani     | Daniela  | Mary     | Claudia  | Karin    | Cristy   | Julieth  | Martha   |         |  |  |
| 9  | Eliana   | Carolina | Mary     | Dani     | Mary     | Julieth  | Carolina | Karin    |          |         |  |  |
| 10 | Viviana  | Cristy   | Karin    | Mónica   | Daniela  | Carolina | Daniela  |          |          |         |  |  |
| 11 | Angie    | Viviana  | Cristy   | Claudia  | Angie    | Mary     |          |          |          |         |  |  |
| 12 | Liz      | Conchita | Viviana  | Angie    | Dani     |          |          |          |          |         |  |  |
| 13 | Cristy   | Karin    | Dani     | Viviana  |          |          |          |          |          |         |  |  |
| 14 | Conchita | Mary     | Conchita |          |          |          |          |          |          |         |  |  |
| 15 | Claudia  | Eliana   |          |          |          |          |          |          |          |         |  |  |

     La concorrente è stata eliminata
     La concorrente è immune dall'eliminazione
     La concorrente ha vinto la gara
- Nel primo episodio, le 20 semifinaliste vengono ridotte a 15 dopo un servizio fotografico; l'ordine di chiamata è casuale.
- Gli episodi 3, 5, 7, 9, 11 e 13 vedono soltanto la realizzazione di servizi fotografici per l'immunità; non vi sono né giudizio, né eliminazione
- Gli episodi 15, 16, 17 e 18 vedono la realizzazione di servizi fotografici e l'apertura del televoto per scegliere le quattro finaliste
- Nell'episodio 19, durante la prima parte vengono annunciate le quattro finaliste scelte dal pubblico, nella seconda viene decretata la vincitrice dalla giuria

### Servizi fotografici
- Episodio 1: Donne in nero (Casting)
- Episodio 2: Alta moda in un mattatoio; Beauty shoots con gioielli
- Episodio 3: Servizio fotografico sott'acqua in coppia
- Episodio 4: Servizio fotografico con esplosione di colori
- Episodio 5: Scatti con serpenti
- Episodio 6: Cheerleaders
- Episodio 7: Carnevale di Barranquilla
- Episodio 8: Parte femminile contro parte maschile
- Episodio 9: Gladiatori nell'arena
- Episodio 10: Eroi e malfattori
- Episodio 11: Statue
- Episodio 12: Bodypainting a tema calcistico
- Episodio 13: Ballerine cigno in bianco e nero
- Episodio 14: Wrestlers
- Episodio 15: In coppia sui trampoli / Celebrità da impersonare
- Episodio 16: Scatti in bikini / Beauty shoots in lacrime / Campagna Lady Speed Stick
- Episodio 17: Ragazze pin-up con cupcakes / Scatti con vestiti coloratissimi
- Episodio 18: Copertina rivista di moda / Scatti con neon